# Печери лотосу
«Печери лотоса» (англ. The Lotus Caves) — підлітковий науково-фантастичний роман Джона Крістофера, вперше опублікований 1969 року.
Написаний під впливом лотофагів з давньогрецької міфології.

## Сюжет
Два хлопчики-підлітки, Марті та Стів, живуть у колонії на Місяці, під назвою «Куля», в 2068 році. Дослідження поза межами «Кулі» суворо контролюються. Хлопці нудьгують і вирішують позичити місячний транспортний засіб. Вони виявляють, що хтось забув видалити їх ключ, що дає можливість їм досліджувати за межами заборонених кордонів без обмежень. Вони вирушають в дорогу до старої та вже покинутої бази, де знаходять щоденник Ендрю Тергуда, одного з ранніх місячних колоністів, який безслідно зник. Щоденник містить координати місця, в якому, за словами Тергуда, він стверджував, що бачив щось таке, що виглядає як величезна квітка, отож хлопці вирішили туди поїхати й провести власне розслідування. Вони пробиваються через поверхню Місяця в серію підземних печер, які містять флуоресцентні рослини, багато з яких здатні рухатися, вони є частиною єдиної інтелектуальною іншопланетної форми життя і керуються нею. Вони також зустрічаються з людиною, поселенцем, який зник 70 років тому та потрапив у полон до чужоземної форми життя. Протягом цього часу він зовсім не змінився. Перед хлопцями постає дилема: або залишитися з колоністом в ідеалістичному світі, в якому забезпеуються всі їх потреби, або повернутися додому. Чим довше вони залишаються, тим більшого впливу зазнають на свою свідомість. Зрештою їм вдається втекти, але зниклий колоніст виріує залишитится, оскільки вже давно втратив будь-які бажання, окрім єдиного — служити іншопланетному розуму.

## Теми
Основні теми роману — розвитку волі та незалежності молодої людини, а також конфлікті між доброзичливими повноваженнями та індивідуальною совістю.

## Адаптації

### Фільм
У 2007 році кінокомпанія Walden Media Кіноадаптація підготувала екранізацію роману, сценаристами якого стали Браян Клугман і Лі Сттертал, а режисером — Рпін Суваннатг.

### Телесеріал
У 2010 році американська телевізійна мережа Syfy замовила пілотний епізод на основі роману, робота над яким була завершена в 2012 році. Серія отримала назву «Високий Місяць». Основний постер до серії було представлено 26 серпня 2013 року у Ванкувері. Продюсером став Адам Кейн, сценаристом — Джим Грей, адаптація від Браян Фуллер та Грея.
Згодом Syfy вирішив відмовитися від випуску телесеріалу, а пілотна серія вийшла як повноцінний фільм 15 вересня 2014 року